# Свети Никола (Орашец)
Вижте пояснителната страница за други значения на Свети Никола.
„Свети Никола“ (на македонска литературна норма: „Свети Никола“) е възрожденска православна църква в село Орашец, северната част на Република Македония. Част е от Кумановско-Осоговската епархия на Македонската православна църква – Охридска архиепископия.
Църквата е гробищен храм, разположен югоизточно от селото в местността Калище. Църквата е скрита в подножието на рида. В архитектурно отношение е еднокорабна сграда, частично вкопана в своята североизточна страна и засводена с полукръгъл свод. Изградена е от кършен камък и има покрив на две води с керемиди. Съдейки по градежа, църквата е доградена върху храм от XVI или XVII век. На южната фасада има правоъгълен отвор с железна решетка. На западната фасада е главният вход, над който има стенопис на Исус Христос, а помощният вход е от юг, като над него има сляпа люнета със стенопис на Свети Никола. Двата стенописа са силно повредени. И двата входа са в каменни рамки. В храма има единствен стенопис в апсидата, където вместо традиционното изображение на Света Богородица ширшая небес е изписан до пояс Христос Велик Архиерей с корона на главата – уникален пример в Кумановско. В олтара за света трапеза служи римска мраморна стела с надпис, което говори, че храмът е граден върху по-стара антична църква. Иконостасът, певницата и владишкият трон са от средата на XIX век.